# Villarrasa
Villarrasa és un poble de la província de Huelva (Andalusia), que pertany a la comarca d'El Condado.

## Demografia
| 1996 | 1998 | 1999 | 2000 | 2001 | 2002 | 2003 | 2004 | 2005 | 2006 |
| ---- | ---- | ---- | ---- | ---- | ---- | ---- | ---- | ---- | ---- |
| 2092 | 2082 | 2071 | 2130 | 2103 | 2088 | 2074 | 2114 | 2095 | 2100 |